# Tăriceni, Prahova
Tăriceni este un sat în comuna Șirna din județul Prahova, Muntenia, România.

## Istoric
Așezarea este atestată documentar la 20 februarie 1610.
Este cel mai mare sat al comunei, deși nu este reședința ei, aceasta aflându-se la nord, lipită de satul Tăriceni. Reședința comunei Șirna este satul Șirna, o așezare care, asemenea satului Tăriceni, are formă alveolară. Localitatea Tăriceni a fost, la sfârșitul secolului al XIX-lea, unicul sat al comunei Tăriceni, cu o populație de 1255 de locuitori (663 bărbați și 592 femei) în 1892, având școală și o biserică fondată de familia lui vel vistier Radu Scarlat Alexandrache la 1735.
Comunele Șirna și Tăriceni au fost reunite și despărțite de mai multe ori de-a lungul anilor, iar în 1950, anul raionării, au constituit o singură comună, Șirna, cu reședința în satul cu același nume.
În 1968, comunele Tăriceni și Hăbud au fost unite, formând comuna Șirna, cu reședința în satul Șirna.